# Bellapiscis lesleyae
Bellapiscis lesleyae es una especie de pez de la familia Tripterygiidae en el orden de los Perciformes.

## Morfología
• Los machos pueden llegar alcanzar los 6 cm de longitud total.

## Alimentación
Come principalmente anfípodos, isópodos, poliquetos y gasterópodos pequeños.

## Hábitat
Es un pez de mar y de clima templado y demersal que vive entre 0-5 m de profundidad.

## Distribución geográfica
Se encuentran en Nueva Zelanda.

## Costumbres
Es de costumbres solitarias

## Observaciones
Es inofensivo para los humanos.